# Mein Herz und deine Stimme, WAB 79
Mein Herz und deine Stimme (Mon cœur et ta voix), WAB 79 est un lied composé par Anton Bruckner en 1868.

## Historique
Bruckner a composé le lied sur un texte d'August von Platen, en 1868, lors de son séjour à Linz. Il l'a dédié à Pauline Hofmann, sœur aînée de son élève Hélène Hofmann,,.
Le manuscrit original est perdu, mais une copie est conservée dans les archives de l'Österreichische Nationalbibliothek. Au cours des années 1930, le lied a été publié dans le Volume III/2, pp. 144-150 de la biographie Göllerich/Auer,. Le lied est édité dans le Volume XXIII/1, no 4 de la Bruckner Gesamtausgabe.

## Texte
Le lied est basé sur un texte d'August von Platen, auquel Bruckner a fait trois petites modifications.
| Laß tief in dir mich lesen, Verhehl' mir dies auch nicht, Was für ein Zauberwesen Aus deiner Stimme spricht! So viele Worte dringen Ans Ohr uns ohne Plan, Und während sie verklingen, Ist alles abgetan. Doch drängt sich nur von Ferne Dein Ton zu mir sich her, Behorch' ich ihn so gerne, Vergess' ich ihn so schwer. Ich bebe dann, entglimme Von allzu rascher Glut. Mein Herz und deine Stimme Versteh'n sich allzu gut. | Laisse-moi lire profondément en toi, Ne me cache pas Cet être magique, Qui parle avec ta voix ! Tant de mots arrivent Continûment à nos oreilles Et quand ils s'estompent, Il n'en reste rien. Cependant, quand, même de loin Ta voix arrive jusqu'à moi, J'aime l'écouter, Et il m'est difficile de l'oublier. Et puis, enflammé, je tremble d'une vive ardeur. Mon cœur et ta voix Se comprennent trop bien ! |

## Composition
Le lied de 60 mesures en la majeur est composé pour voix soliste et piano. Les figures continues en triolets au piano assurent un arrière-plan uniforme pour le lied.

## Discographie
Il y a cinq enregistrements de Mein Herz und deine Stimme:
- Marie Luise Bart-Larsson (soprano), Gernot Martzy (piano), Kammermusikalische Kostbarkeiten von Anton Bruckner – CD : Weinberg Enregistrements SW 01 036-2, 1996
- Robert Holzer (basse), Thomas Kerbl (piano), Anton Bruckner Lieder/Magnificat – CD : LIVA 046, 2011. NB : transposé en fa majeur[5].
- Elisabeth Wimmer (soprano), Daniel Linton-France (piano) sur le CD – Gramola 99195 : Bruckner, Anton – Böck liest Bruckner I, 3 octobre 2018
- Calmus Ensemble  Mein Herz und deine Stimme, WAB 79 - Bruckner Vocal – Carus, 2023 (arr. Høybye pour quatuor vocal)
- Erinnerung - Bruckner in St. Florian, Alois Mühlbacher (contre-ténor), Franz Farnberger (piano) – CD : Solo Musica SM 450, 2024
- Günther Groissböck (basse), Malcolm Martineau (piano) - Männerliebe und Leben – CD Gramola 99294, 2024

## Sources
- August Göllerich, Anton Bruckner. Ein Lebens- und Schaffens-Bild, vers 1922 – édition posthume par Max Auer, G. Bosse, Ratisbonne, 1932
- Anton Bruckner – Sämtliche Werke, Band XXIII/1: Lieder für Gesang und Klavier (1851-1882), Musikwissenschaftlicher Verlag der Internationalen Bruckner-Gesellschaft, Angela Pachovsky (Éditeur), Vienne, 1997
- Cornelis van Zwol, Anton Bruckner 1824-1896 – Leven en werken, uitg. Thot, Bussum, Pays-Bas, 2012.  (ISBN 978-90-6868-590-9)
- Uwe Harten, Anton Bruckner. Ein Handbuch. Residenz Verlag, Salzbourg, 1996.  (ISBN 3-7017-1030-9).
- Crawford Howie, Anton Bruckner - A documentary biography, édition révisée en ligne